# Пієрікос
СФК Пієрікос (грец. Πιερικός ΣΦΚ — Πιερικός Σύνδεσμος Φιλάθλων Κατερίνης — Ліга вболівальників Пієрікоса із Катеріні) — грецький футбольний клуб з міста Катеріні. Заснований 1961 року об'єднанням двох міських клубів — «Мегас Александрос» та «Олімпос». Домашній стадіон — муніципальний стадіон Катеріні. Основні клубні кольори — чорний та білий.

## Досягнення
- Фіналіст Кубка Греції: 1963.
- 5 місце у Грецькій суперлізі: 1966, 1968.

## Історія виступів у національних лігах
- 1961-62 : Бета Етнікі
- 1962-72 : Альфа Етнікі
- 1972-75 : Бета Етнікі
- 1976-78 : Альфа Етнікі
- 1978-79 : Бета Етнікі
- 1979-80 : Гамма Етнікі
- 1980-84 : Бета Етнікі
- 1984-85 : Альфа Етнікі
- 1985-91 : Бета Етнікі
- 1991-93 : Альфа Етнікі
- 1993—2001 : Бета Етнікі
- 2001-02 : Гамма Етнікі
- 2002-05 : Кубок Греції з футболу серед аматорів
- 2005-07 : Гамма Етнікі
- 2007-10 : Бета Етнікі